# Régions du Vietnam

Nord-ouest
Nord-est
Delta du Fleuve Rouge
Côte centrale du Nord
Côte centrale du sud
Montagnes centrales
Sud-est
Delta du Mékong

Le territoire du Viêt Nam est souvent partagé en trois ensembles et huit régions.

## Viêt Nam septentrional
Le Viêt Nam septentrional comprend trois régions 
- le Nord-ouest (Tây Bắc) : une des deux régions n'ayant aucun accès maritime, elle regroupe quatre provinces.
- le Nord-est (Đông Bắc) : elle regroupe onze provinces situées au nord de la plaine très peuplée du fleuve Rouge.
- le Delta du Fleuve Rouge (Đồng bằng sông Hồng) : elle contient neuf provinces assez peu étendues mais peuplées, ainsi que les municipalités indépendantes de Hanoï, la capitale nationale, et son port Haïphong, toutes basées autour du cours inférieur du fleuve Rouge.

## Viêt Nam central
Le Viêt Nam central comprend trois régions :
- la Côte centrale du Nord (Bắc Trung Bộ) : elle rassemble six provinces de la moitié septentrionale de l'étroite bande côtière, toutes coincées entre la mer de Chine méridionale à l'est et le Laos à l'ouest.
- la Côte centrale du Sud (Nam Trung Bộ) : elle contient sept provinces et la municipalité indépendante de Da Nang, situées dans la moitié méridionale de la bande côtière.
- les Montagnes centrales (Tây Nguyên) : elle est la seconde région à n'avoir aucun accès maritime. Elle comporte cinq provinces montagnardes du centre-sud du Vietnam, principalement habitées par des minorités ethniques, bien que de nombreux Viêt y habitent aussi.

## Viêt Nam méridional
Le Viêt Nam méridional comprend deux régions :
- le Sud-est (Đông Nam Bộ) : elle comprend les zones de basse altitude du sud du Vietnam se trouvant au nord du delta du Mékong. Elle regroupe huit provinces, ainsi que la municipalité indépendante de Hô Chi Minh-Ville (anciennement Saïgon).
- le Delta du Mékong (Đồng bằng sông Cửu Long) : c'est la région la plus méridionale du Vietnam, et qui contient douze provinces du delta du Mékong pour la plupart de petites étendues, densément peuplées, ainsi que la municipalité indépendante de Cần Thơ.